# Slovenia International 2021
Die Slovenia International 2021 im Badminton fanden vom 19. bis zum 22. Mai 2021 in Maribor im Draš Center statt.

## Sieger und Platzierte
| Disziplin    | Gold                                          | Silber                                           | Bronze                                      |
| ------------ | --------------------------------------------- | ------------------------------------------------ | ------------------------------------------- |
| Herreneinzel | Arnaud Merklé                                 | Panji Ahmad Maulana                              | Aram Mahmoud                                |
| Herreneinzel | Arnaud Merklé                                 | Panji Ahmad Maulana                              | Daniel Nikolov                              |
| Dameneinzel  | Mutiara Ayu Puspitasari                       | Ágnes Kőrösi                                     | Sabina Milova                               |
| Dameneinzel  | Mutiara Ayu Puspitasari                       | Ágnes Kőrösi                                     | Siti Nurshuhaini                            |
| Herrendoppel | Muh Putra Erwiansyah Patra Harapan Rindorindo | William Kryger Boe Christian Faust Kjær          | Beh Chun Meng Goh Boon Zhe                  |
| Herrendoppel | Muh Putra Erwiansyah Patra Harapan Rindorindo | William Kryger Boe Christian Faust Kjær          | Philip Birker Dominik Stipsits              |
| Damendoppel  | Low Yeen Yuan Valeree Siow                    | Isabella Nielsen Marie Louise Steffensen         | Cheng Su Hui Cheng Su Yin                   |
| Damendoppel  | Low Yeen Yuan Valeree Siow                    | Isabella Nielsen Marie Louise Steffensen         | Maryja Stoljarenko Yelyzaveta Zharka        |
| Mixed        | Choong Hon Jian Toh Ee Wei                    | Muh Putra Erwiansyah Sofy Al Mushira Asharunnisa | Kristoffer Knudsen Malena Norrman           |
| Mixed        | Choong Hon Jian Toh Ee Wei                    | Muh Putra Erwiansyah Sofy Al Mushira Asharunnisa | Andreas Søndergaard Marie Louise Steffensen |